# David Yelldell
David Ray Yelldell (* 1. Oktober 1981 in Stuttgart) ist ein ehemaliger US-amerikanisch-deutscher Fußballtorwart. Er steht bei der SG Dynamo Dresden als Torwarttrainer unter Vertrag.

## Spielerkarriere

### Vereinskarriere
David Yelldell, Sohn eines Afroamerikaners und einer Deutschen, begann seine Profi-Karriere 2002 als Fußballtorwart bei der zweiten Mannschaft der Stuttgarter Kickers und ging im Juli 2003 zu den Blackburn Rovers in die englische Premier League. Im Januar 2005 wurde er für einen Monat in die zweite englische Liga an Brighton & Hove Albion verliehen und kam dort zu seinen ersten drei Einsätzen im Profifußball. In der Saison 2005/06 kehrte Yelldell in die deutsche Regionalliga Süd nach Stuttgart zu den Kickers zurück, bei denen er zum Stammtorhüter der ersten Mannschaft wurde. Für den Verein stand er bis Mai 2008 in insgesamt 100 Regionalliga-Spielen sowie drei DFB-Pokal-Spielen im Tor. In der Saison 2007/08 qualifizierte er sich mit den Stuttgarter Kickers für die neu gegründete 3. Liga, wechselte jedoch zur neuen Saison in die 2. Bundesliga zur TuS Koblenz.
Am 19. Oktober 2008 nahm er im Spiel gegen Hansa Rostock neun Gegentore hin. Das Spiel mit dem Endstand 0:9 war die bis dahin höchste Niederlage in der 2. Bundesliga. Nach dem Abstieg der TuS Koblenz in der Saison 2009/10 unterschrieb Yelldell einen Vertrag beim MSV Duisburg, für den er im DFB-Pokal-Spiel gegen den VfB Lübeck sein Debüt gab. Im Konkurrenzkampf um die Stammplatz im Tor setzte er sich für die Saison 2010/11 gegen Marcel Herzog durch. Er stand bei allen 17 Partien der Hinrunde 2010/11 im Tor des MSV und war mit 16 Gegentoren einer der besten Keeper der 2. Bundesliga. Am 21. Mai 2011 stand er im Pokalfinale gegen den FC Schalke im Tor (0:5).
Zur Saison 2011/12 wechselte Yelldell zu Bayer 04 Leverkusen, bei denen er zu Saisonbeginn den Vorzug vor Fabian Giefer erhielt, um den verletzten René Adler im Tor zu vertreten. Nach einer 3:4-Niederlage im DFB-Pokal nach einer 3:0-Führung gegen Dynamo Dresden wurde er durch Giefer ersetzt. Dies war auch sein über Jahre einziges Profi-Spiel für Leverkusen; es folgten acht Einsätze in der Regionalliga West für die zweite Mannschaft des Vereins. Nachdem er in seiner ersten Saison noch als zweiter Torhüter hinter Bernd Leno agiert und nach dem Pokalspiel in 29 von 42 Pflichtspielen auf der Bank gesessen hatte, verdrängten ihn nach ihren jeweiligen Verpflichtungen erst Michael Rensing (Saison 2012/13), dann Andrés Palop (2013/14) und anschließend Dario Krešić (2014/15 und 2015/16), sodass er seit Mitte 2012 nur noch sporadisch in nationalen und internationalen Wettbewerben in den Kader berufen wurde. Yelldells Vertrag wurde über den Juni 2016 nicht verlängert. Sein Trainer Roger Schmidt gewährte ihm jedoch am 14. Mai (34. Spieltag) seinen ersten Einsatz in der Bundesliga, als Yelldell beim 3:2-Heimsieg über den FC Ingolstadt 04 in der 47. Minute für Krešić eingewechselt wurde. Er musste in der 69. Minute durch einen Elfmeter ein Gegentor hinnehmen.
Nach Ablauf seines Vertrages in Leverkusen wechselte Yelldell zur Saison 2016/17 zur SG Sonnenhof Großaspach in die 3. Liga. Dort erhielt er einen Vertrag bis 2018. Hinter Stammtorhüter Kevin Broll wurde Yelldell zur Nummer zwei im Tor der SGS.

### Nationalmannschaft
Yelldell, der sowohl die US-amerikanische als auch die deutsche Staatsbürgerschaft besitzt, wurde von Bob Bradley für die Spiele am 26. März 2011 gegen Argentinien und am 29. März gegen Paraguay erstmals in den Kader der US-Nationalmannschaft berufen. Gegen Paraguay kam er in der zweiten Halbzeit zu seinem einzigen Länderspieleinsatz.

## Trainerkarriere
Am 26. April 2017 unterschrieb Yelldell einen Ein-Jahres-Vertrag als Torwart-Trainer der SG Sonnenhof Großaspach, bevor er seinen Vertrag im Februar 2018 bis zum 30. Juni 2020 verlängerte. Ab Februar 2019 hospitierte Yelldell zusätzlich beim DFB-Stützpunkt in Schorndorf, wo er als Jugendtrainer die Altersgruppen U12 bis U15 betreute.
Im Juni 2019 löste er seinen Vertrag bei Großaspach vorzeitig auf, um sich auf seine bevorstehende Trainerausbildung konzentrieren zu können. Ab Sommer 2019 arbeitete er darüber hinaus als Torwarttrainer für die deutsche U18-Nationalmannschaft unter Cheftrainer Christian Wörns.
Im Sommer 2020 verpflichtete ihn der Drittligist SG Dynamo Dresden als Torwarttrainer. Bei dem Verein arbeitete er unter anderem erneut mit seinem einstigen Großaspacher Schützling Kevin Broll als Stammtorhüter zusammen und erreichte mit der Mannschaft am Ende der Saison den Aufstieg in die zweite Bundesliga, aus welcher man in der anschließenden Saison 2021/22 jedoch wieder abstieg. Bereits im November 2021 wurde Yelldells Vertrag ligenunabhängig um drei weitere Jahre bis 2025 verlängert.